# Inquisition: The Persecution and Prosecution of the Reverend Sun Myung Moon
Inquisition: The Persecution and Prosecution of the Reverend Sun Myung Moon (рус. Инквизиция: Физическое и судебное преследование преподобного Мун Сон Мёна) — книга пулитцеровского лауреата Карлтона Шервуда, вышедшая на английском языке в 1991 году, о федеральном расследовании, судебном процессе над лидером Церкви объединения Мун Сон Мёном и его тюремном заключении в начале 1980-х годов за нарушения налогового законодательства США.

## Обзор
В книге с подзаголовком «Физическое и судебное преследование преподобного Мун Сон Мёна» Шервуд утверждает, что в судебном преследовании по делу Муна присутствовали элементы расизма и религиозного преследования. Книгу опубликовало американское издательство Regnery Publishing, специализирующееся на консервативной литературе.

## Содержание
«Инквизиция» рассказывает историю жизни Муна с его детства в Корее, но в основном фокусируется на оппозиции, с которой он столкнулся в Соединенных Штатах после переезда туда в 1970-х годах и активного участия в религиозной, социальной и политической деятельности. Шервуд упоминает оппозицию со стороны средств массовой информации, основных христианских конфессий и членов правительства, включая конгрессмена Дональда Фрейзера и сенатора Боба Доула. Шервуд характеризует эту оппозицию как несправедливую, нечестную и подлую. Он в деталях описывает процесс «Правительство США против Мун Сон Мёна» и приходит к выводу, что федеральное преследование Муна по налоговым обвинениям было несправедливым, ссылаясь на отказ суда разрешить другому обвиняемому Муна, Такеру Камияме, предоставить своего собственного переводчика, отказ провести обычное судебное разбирательство вместо суда присяжных, возможное воздействие сторонних сал на присяжных, а также необычно большую продолжительность присуждённого срока тюремного заключения Муну (18 месяцев) по налоговому обвинению со стороны Правительства США. Он также упоминает, что Мун мог бы избежать суда, если бы решил остаться за пределами Соединенных Штатов.
Шервуд резюмирует свои взгляды, написав:

Церковь Объединения, её лидеры и последователи были и продолжают оставаться жертвами худшего вида религиозных предрассудков и расового фанатизма, свидетелем которого эта страна стала более чем за столетие. Более того, практически каждый институт, который мы, американцы, считаем священным — Конгресс, суды, правоохранительные органы, пресса и даже сама Конституция США, — был проституирован злонамеренным, зачастую жестоким образом, в рамках решительных усилий по уничтожению этого небольшого, но растущего религиозного движения.

## Критика
В документальном фильме «Воскрешение преподобного Муна» (The Resurrection of Reverend Moon), вышедшем 1 января 1992 г. в серии программ «Линия фронта» (англ. Frontline) канала PBS была показана копия письма Муну от руководителя Церкви объединения США Джеймса Гэвина. Он сказал Муну, что перед публикацией просмотрел общий тон и фактическое содержание книги и предложил внести изменения. Он добавил: «Г-н Шервуд заверил меня, что все это будет сделано, когда рукопись будет отправлена издателю... Когда все наши предложения будут учтены, книга будет завершена и, по моему мнению, окажет значительное влияние. ...Помимо того, что книга заставит замолчать наших критиков сейчас, она должна сыграть неоценимую роль в убеждении других в нашей легитимности на многие годы вперед».